# Pablo Paredes
Pablo Paredes Arratia, (Llodio, 11 de febrero de 1983) es un exfutbolista español. Se desempeñaba en la posición de centrocampista.
Formado en las categorías inferiores del Athletic Club, fue uno de los canteranos que debutó en Copa Intertoto a las órdenes de José Luis Mendilibar en julio de 2005. Tras salir del filial rojiblanco, desarrolló su carrera en cinco clubes del fútbol vasco entre Segunda B y Tercera.

## Trayectoria
Pablo llegó a la cantera del Athletic Club en 1999 procedente del Kaskagorri FT de Amurrio. En 2003 dio el salto al Bilbao Athletic después de dos temporadas en el CD Basconia. El 2 de julio de 2005 debutó con el Athletic Club como titular, en una derrota por 1 a 0 ante el CFR Cluj en la Copa Intertoto, junto a otros canteranos, bajo las órdenes de José Luis Mendilibar.
En 2006 fichó por el Barakaldo CF, donde pasó una campaña en la que jugó dieciséis partidos. Su siguiente destino fue el Amurrio Club, ya en Tercera División, donde rindió a buen nivel durante dos temporadas. En 2009 regresó a Segunda B en las filas del Sestao River, donde jugó más de una treintena de encuentros. En 2010 decidió fichar por el equipo de su localidad, el CD Laudio, a pesar de que se encontraba en Tercera.
Tras dos campañas, firmó por la SD Leioa y logró un ascenso a Segunda B en la temporada 2013-14. En 2015 regresó al Amurrio, donde se retiraría tras dos temporadas.

## Clubes
| Club                    | País   | Temporada   |
| ----------------------- | ------ | ----------- |
| Club Deportivo Basconia | España | 2001 - 2003 |
| Bilbao Athletic         | España | 2003 - 2006 |
| Barakaldo CF            | España | 2006 - 2007 |
| Amurrio Club            | España | 2007 - 2009 |
| Sestao River            | España | 2009 - 2010 |
| CD Laudio               | España | 2010 - 2012 |
| SD Leioa                | España | 2012 - 2015 |
| Amurrio Club            | España | 2015 - 2017 |